# Christian Rovsing
Christian Foldberg Rovsing (ur. 2 listopada 1936 w Rødovre) – duński inżynier, przedsiębiorca, były poseł do Parlamentu Europejskiego.

## Życiorys
W 1961 został absolwentem Duńskiego Uniwersytetu Technicznego, pracował następnie przez dwa lata dla IBM w Szwecji, USA i Francji. W 1963 założył prywatne przedsiębiorstwo z zakresu IT sygnowane swoim nazwiskiem, którym kierował do ogłoszenia upadłości w 1984. Stworzył następnie nową firmę z branży nowych technologii, która stała się znaczącym krajowym przedsiębiorstwem w tej dziedzinie.
W latach 60. i 70. zasiadał w radzie miejskiej w Rødovre i województwa Københavns Amt. W latach 1989–2004 sprawował mandat posła do Parlamentu Europejskiego z ramienia Konserwatywnej Partii Ludowej. W 2007 ponownie wszedł w skład PE, zastępując Gitte Seeberg. Zasiadał w grupie chadeckiej, pracował m.in. w Komisji Przemysłu, Handlu Zewnętrznego, Badań Naukowych i Energii oraz Komisji Spraw Zagranicznych. W 2009 nie ubiegał się o reelekcję.